# Mistrzostwa Świata Strongman 1991
Mistrzostwa Świata Strongman 1991 – doroczne, indywidualne zawody siłaczy.
WYNIKI ZAWODÓW:

Data: 1991 r.

Miejsce: Teneryfa (Wyspy Kanaryjskie)  Hiszpania
| Miejsce | Zawodnik             | Kraj              | Punkty              |
| ------- | -------------------- | ----------------- | ------------------- |
| 1.      | Magnús Ver Magnússon | Islandia          | 56                  |
| 2.      | Henning Thorsen      | Dania             | 48,5                |
| 3.      | Gary Taylor          | Walia             | 39                  |
| 4.      | Ted van der Parre    | Holandia          | 35,5                |
| 5.      | O.D. Wilson          | Stany Zjednoczone | 30,5 (kontuzjowany) |
| 6.      | Gregg Ernst          | Kanada            | 29,5                |
| 7.      | Markku Suonenvirta   | Finlandia         | 25,5                |
| 8.      | Manfred Höberl       | Austria           | 22,5                |